# Nagroda Literacka im. Kornela Makuszyńskiego
Nagroda Literacka im. Kornela Makuszyńskiego – corocznie przyznawana nagroda dla polskiego autora za książkę literacką dla dzieci młodszych, opublikowaną w roku poprzedzającym konkurs.
Nagrodę ustanowiły w 1994 roku Fundacja Książka dla Dziecka i redakcja kwartalnika „Guliwer” z inicjatywy twórczyni i naukowczyni, profesor Joanny Papuzińskiej. Od 2004 roku nagrodę przyznaje Miejska Biblioteka Publiczna im. Łukasza Górnickiego w Oświęcimiu. Laureaci otrzymują wykonaną z brązu statuetkę Koziołka Matołka autorstwa Andrzeja Renesa oraz nagrodę pieniężną.
Od 2016 roku w ramach Nagrody Literackiej im. Kornela Makuszyńskiego, oprócz Nagrody Głównej, przyznawana jest także Nagroda Czytelników, której laureaci również otrzymują wykonaną z brązu statuetkę Koziołka Matołka.

## Kapituła[2]
- prof. Joanna Papuzińska, przewodnicząca (w latach 1994-2016)
- dr hab. Alicja Ungeheuer-Gołąb, prof. Uniwersytetu Rzeszowskiego, przewodnicząca (od 2018)
- dr hab. Małgorzata Wójcik-Dudek, prof. Uniwersytetu Śląskiego (od 2018)
- dr Grażyna Lewandowicz-Nosal (od 1994)
- dr Anna Maria Krajewska (do 1994)
- dr Małgorzata Chrobak, pracownik naukowy, Uniwersytet Pedagogiczny im. KEN w Krakowie, Instytut Filologii Polskiej (1994-2017)
- mgr Aneta Satława, sekretarz redakcji „Guliwer" (1994-2017)
- mgr Ewa Świerżewska, właścicielka i redaktor naczelna portalu Qlturka.pl (1994-2023)
- mgr Stanisława Niedziela, specjalista ds. czytelnictwa dzieci i młodzieży (1994-2019)
- mgr Jerzy Kumiega, kierownik Działu Pracy z Dziećmi w DBP we Wrocławiu (1994-2025)
- dr Oliwia Brzeźniak-Pałgan, specjalista ds. czytelnictwa dzieci i młodzieży w Miejskiej Bibliotece Publicznej w Oświęcimiu (2016-2020)
- mgr Mariola Talewicz, zastępca Dyrektora Biblioteki w Oświęcimiu (2021-2023)
- mgr Katarzyna Kujawa, kierowniczka Działu Pracy z Dziećmi w DBP we Wrocławiu (od 2025)

## Lista laureatów
- 1994 – Piotr Wojciechowski – Bajki żółtego psa
- 1995 – Joanna Olech – Dynastia Miziołków
- 1996 – Jerzy Niemczuk – Przygody Zuzanki
- 1997 – Anna Onichimowska – Dobry potwór nie jest zły
- 1998 – Tomasz Trojanowski – Kocie historie
- 1999 – Dorota Gellner – Dorota Gellner dzieciom
- 2000 – Anna Lewkowska – Dziwne przypadki czarnoksiężnika Zenona
- 2001 – Marta Tomaszewska – Tego lata w Burbelkowie
- 2002 – Grzegorz Kasdepke – Kacperiada
- 2003 – Małgorzata Strzałkowska – Wiersze, że aż strach!
- 2004 – Małgorzata Strękowska-Zaremba – Abecelki i duch Bursztynowego Domu
- 2005 – Agnieszka Tyszka – Róże w garażu Wyróżnienie – Mariusz Niemycki Ptak, Cyna i pies sąsiadów
- 2006 – Beata Wróblewska – Małgosia z Leśnej Podkowy Wyróżnienie – Ewa Maria Letki Królewna w koronie Wyróżnienie – Paweł Beręsewicz Jak zakochałem Kaśkę Kwiatek
- 2007 – Katarzyna Majgier – Amelka Wyróżnienie – Roksana Jędrzejewska-Wróbel Kamienica Wyróżnienie – Zygmunt Miłoszewski Góry Żmijowe Wyróżnienie – Marcin Pałasz Wakacje w wielkim mieście
- 2008 – Paweł Beręsewicz – Ciumkowe historie w tym jedna smutna

Dodatkowo z okazji jubileuszu 15 edycji Konkursu wręczono statuetkę Super Koziołka Joannie Papuzińskiej za całokształt twórczości
- 2009 – Roksana Jędrzejewska-Wróbel – Florka. Z pamiętnika ryjówki oraz Florka. Listy do Józefiny Wyróżnienie – Marcin Pałasz Wszystko zaczyna się od marzeń
- 2010 – Barbara Gawryluk – Zuzanka z pistacjowego domu Wyróżnienie – Liliana Bardijewska Każdy może zostać czarodziejem
- 2011 – Paweł Beręsewicz – Tajemnica człowieka z blizną Wyróżnienie – Zuzanna Orlińska Matka Polka
- 2012 – Renata Piątkowska – Wieloryb Wyróżnienie – Olga Masiuk Lenka, Fryderyk i podróże Wyróżnienie – Emilia Kiereś Brat
- 2013 – Marcin Pałasz – Sposób na Elfa

Wyróżnienie – Anna Janko Maciupek i Maleńtas, czyli niezwykłe przygody w brzuchu mamy Wyróżnienie – Zuzanna Orlińska Pisklak
Dodatkowo wręczono statuetkę Super Koziołka Wandzie Chotomskiej za całokształt twórczości
- 2014 – Katarzyna Ryrych – O Stephenie Hawkingu, czarnej dziurze i myszach podpodłogowych Wyróżnienie – Anna Czerwińska-Rydel Kryształowe odkrycie. Powieść o Janie Czochralskim Wyróżnienie – Barbara Kosmowska Sezon na zielone kasztany
- 2015 – Rafał Witek – Zgniłobrody i luneta przeznaczenia Wyróżnienie – Dorota Combrzyńska-Nogala Syberyjskie przygody Chmurki Wyróżnienie – Tina Oziewicz Dzicy lokatorzy
- 2016 – Zuzanna Orlińska – Stary Noe

Wyróżnienie – Grażyna Bąkiewicz Ale historia... Mieszko, ty wikingu! Wyróżnienie – Agnieszka Suchowierska Mat i świat
Nagrodę Czytelników otrzymał Marcin Prokop za książkę Longin. Tu byłem
- 2017 – Kasia Nawratek – Kresek, Bartek i całkiem zwyczajny początek[6]

Wyróżnienie – Marcin Szczygielski Teatr niewidzialnych dzieci Wyróżnienie – Andrzej Marek Grabowski Dziewczynka ze srebrnym zębem
Nagrodę Czytelników otrzymał Marcin Szczygielski za książkę Teatr Niewidzialnych Dzieci
- 2018 – Justyna Bednarek – Pan Kardan i przygoda z vetustasem[8]

Wyróżnienie – Marta Guśniowska A niech to gęś kopnie Wyróżnienie – Adam Wajrak Lolek
Nagrodę Czytelników otrzymał Konrad T. Lewandowski za książkę Szatan i spółka. Dalsze przygody szatana z siódmej klasy
- 2019 – Antonina Kasprzak – Wiłka smocza dziewczynka[10]. Ta sama książka otrzymała Nagrodę Czytelników[11]

Wyróżnienie – Katarzyna Wasilkowska – Kobra
Wyróżnienie – Ariadna Piepiórka – O księżycu z komina domu na wzgórzu
- 2020 – Marcin Przewoźniak – Puk, puk! Zastałem króla?[12]

Wyróżnienie – Beata Ostrowicka – Szczygły
Wyróżnienie – Roksana Jędrzejewska-Wróbel – Pracownia Aurory
Nagrodę Czytelników otrzymała Marty H. Milewska za książkę Czy wróżka zębuszka istnieje
- 2021 – Jan Bliźniak – Śrubek i tajemnice Maszynerii[13].

Wyróżnienie – Joanna Jagiełło – Urodziny
Wyróżnienie – Krzysztof Kochański – Selfie ze Stolemem
Nagrodę Czytelników otrzymała Katarzyna Kozłowska za książkę O kruku, który chciał zostać papugą
- 2022 – Katarzyna Wasilkowska – Już, już![14].

Wyróżnienie – Piotr Rowicki – Pies Kolumba
Wyróżnienie – Rafał Witek – Ja, Majka
Nagrodę Czytelników otrzymała również Katarzyna Wasilkowska za powieść Już, już!
- 2023 – Krzysztof Zapotoczny Kot Marian i odwiedzacze

Wyróżnienie – Joanna M. Chmielewska Maciejka Gwizd
Wyróżnienie – Bartłomiej Świderski Anna na tropie tygrysa
Nagrodę Czytelników otrzymała Joanna M. Chmielewska za książkę Maciejka Gwizd
- 2024 – Arleta Remiszewska Kruche życie pancernika

Wyróżnienie – Justyna Drzewicka Gniazdo wampirów
Wyróżnienie – Andrzej Marek Grabowski Trzy krowy w niebieskich kajakach
Nagrodę Czytelników otrzymała Małgorzata Starosta za książkę Godzina czarów